# إريك إريكسون
اريك اريكسون (بالألمانية: Erik H. Erikson)(1902 - 1994) عالم نفس تطوري ومحلل نفسي دنماركي-ألماني-أمريكي معروف بنظريته في التطور الاجتماعي للإنسان، أصر دائما على أنه كان فرويدي، وأن أفضل وصف بأنه من الفرويديين الجدد.. حيث ركز على العوامل الحضارية والثقافية أكثر من البيولوجية ولاحقا المؤلفين وصفوه بأنه "عالم نفس الأنا إريكسون له الفضل أيضا كمنشئ لعلم نفس الأنا، الذي شدد على دور الأنا بأنها أكثر من خادم للهو وباحث لدراسة مراحل النمو الذي يمتد العمر كله وقد اشتهر بسبب ابتكاره لمفهوم أزمة الهوية.

## طفولته
فقد ولد من علاقة غير شرعية وقد أخفت أمه كارلا عنه هذا السر. وأمه جاءت من عائلة يهودية مهمة في كوبنهاغن وكانت عائلتها تساعد اليهود المهاجرين من روسيا وتقدم الحساء لهم. تزوجت أمه كارلا من سمسار يهودي اسمه سالمنزون، وولد ولدها في ألمانيا وسمي اريك سالمنزون ولا توجد معلومات عن أبيه البيولوجي الصحيح، وقد تدربت لتصبح ممرضة وانتقلت إلى اكرلسروه حيث تزوجت طبيب أطفال، وقد ضايق اريكسون زملاءه في الطفولة لكونه يشبه سكان شمال أوروبا ولكونه يهوديا. لذا فقد أصبحت أزمة الهوية الهم الشاغل في حياته أو نظريته.

## خبرة العلاج النفسي والتدريب
كان إريكسون تلميذا ومعلما للدفاع عن النفس حيث كان يدرس في مدرسة خاصة في فيينا، وقد تعرف على آنا فرويد. ابنة سيغموند فرويد، وقد خضع للتحليل النفسي، والخبرة جعلته يقرر أن يصبح محللا نفسيا، وتدرب على التحليل النفسي في فيينا ودرس أسلوب منتسيوري الذي يركز على نمو الطفل. وبعدها تخرج إريكسون من معهد التحليل التفسي في فيينا في سنة 1933 جاء النازيون إلى السلطة مما اضطره للسفر للولايات المتحدة مع زوجته حيث اعتبر أول معالج نفسي للأطفال واشتهر كطبيب نفسي لامع.

## النمو النفسي الاجتماعي
راجع: تكامل الأنا
إريك إريكسون يرى أن كل إنسان يمر من خلال عدد معين من المراحل ليحقق طموحاته ونموه بصورة كاملة في النهاية وهو ثماني مراحل وأن الإنسان يمر بها من الولادة حتى الموت. وقام إريكسون بتوسيع لمرحلة فرويد التناسلية إلى مرحلة المراهقة، وأضاف ثلاث مراحل البلوغ. أرملته جوان اريكسون وسعت النموذج قبل وفاتها، وأضافت المرحلة التاسعة (الشيخوخة). كل مراحل إريكسون في النمو النفسي محددة بالصراع النفسي حيث الحل يكمن في حدوث الصراع بشكل مناسب ليؤدي لنتائج مناسبة ويعطي معنى للحياة. ونتائج الصراع تسمى فضائل. ويمكن وصف المراحل كالآتي:

### مرحلة طفولة الميلاد إلى عمر 18 شهر
صراع بين الثقة وعدم الثقة وتنتج الأمل في الحياة حيث علاقة الطفل بالأم واعتماده عليها وقدرتها على رعايته وحنانها له ومقدار اللمس فإذا مرت هذه الفترة بسلام فسوف نثق بالحياة والمستقبل وإذا لم تمر بسلام فلن نثق بها.

### مرحلة الطفولة المبكرة: من 18 شهرا إلى 3 أعوام
صراع بين التحكم الذاتي في مقابل الخجل وينتج عن هذا الصراع ضبط النفس، الشجاعة، إرادة حرة. وخلال هذه المرحلة نتعلم استكشاف العالم ونتعلم مهارات رئيسية لأنفسنا، نتعلم المشي، والكلام وإطعام أنفسنا، والتدريب على استخدام المرحاض.. هنا لدينا فرصة لبناء والتحكم الذاتي والسيطرة والاستقلال ونحو كسب مزيد من السيطرة على أجسادنا واكتساب مهارات جديدة وتعلم الرفض باستخدام كلمة "لا"!. والتي قد تكون مؤلمة للوالدين، ولكن مع ذلك تتطور الإرادة. كما أنه خلال هذه المرحلة تكون لدينا حساسية شديدة. وإذا نحن خجلنا في عملية التدريب على المرحاض أو في تعلم مهارات أخرى هامة فينتج قدر كبير من الخجل والشك في قدراتنا وتعاني من قلة احترام الذات نتيجة لذلك. وهي أهم العلاقات تلك التي نكونها مع الآباء.

### عمر اللعب من 3 إلى 5 أعوام
صراع بين المبادرة والإحساس بالذنب وتنتج الغرضية، وفيها يستطيع الطفل تخطيط أو عمل أشياء بنفسه مثل ارتداء ملابسه .فإذا فشل في ذلك يشعر بالذنب وإذا نجح يشعر بالمبادرة. في هذه السن ينشغل الطفل بالألعاب مثل باربي أو القطار ويدخل مرحلة تقليد أدوار الآباء ونتيجة اللعب يشعر بالمبادرة أو الذنب لفشله في حل صراع عقدة أوديب وعدم القدرة على تقليد الآباء. ونستخدم كلمة لماذا لاستكشاف العالم.

### سن الدراسة من 6 إلى 12 عاماً
المُثَابَرَة مقابل النقص وينتج الكفاءة— فالطفل يقارن تقدير الذات مع الآخرين في بيئة الصف مثلا في قدراتهم، ووضع أريكسون هما على المعلم أن لا يشعر الأطفال بالنقص.

### المراهقة: 12 إلى 18 عاماً
صراع بين الهوية والارتباك وينتج الصِحَّة حيث المراهق يسأل نفسه من أنا ؟ وما هو دوري وكيف أتوافق وأين أذهب في هذه الحياة ؟ فإذا سمح الآباء للأطفال باستكشاف العالم عندئذ سيستخلصوا هويتهم أما إذا أجبر الآباء الأطفال على اتباع آرائهم فسيحدث ارتباك وتشوش للهوية

### سن البلوغ: 18 إلى 35
صراع بين الألفة الوحدة وينتج الحب ويسأل الراشد الصغير من أريد أن أكون مع أو أواعد وماذا سأفعل في حياتي هل سأستقر ؟

### البلوغ المتوسطة: من 35 إلى 55 أو 65
صراع بين الإنتاجية والركود وينتج حب المساعدة والرعاية، أزمة منصف العمر، في هذه المرحلة نقيس الإنجازات والخسائر وهل أنا راض أم لا ؟ والحاجة إلى مساعدة الجيل الأصغر وحدث الركود عند الفشل في كل ذلك.

### صراع بين الارتياح وسلامة الأنا
صراع بين الارتياح وسلامة الأنا ضد اليأس وينتج الحكمة، سن الشيخوخة، البعض يتعامل مع الموت جيدا ويكون راضي عن الماضي فيشعروا بالارتياح والبعض يكون مؤلما أنهم لم يحققوا وفشلوا في إنجازاتهم في الحياة ويخافون الموت فينتج اليأس.

## روابط خارجية
- إريك إريكسون على موقع الموسوعة البريطانية (الإنجليزية)
- إريك إريكسون على موقع الموسوعة البريطانية (الإنجليزية)
- إريك إريكسون على موقع إن إن دي بي (الإنجليزية)